# Rakushechni Yar
Rakushechni Yar (del ruso: Ракушечный Яр) es un yacimiento neolítico situado cerca de la stanitsa Razdorskaya del óblast de Rostov del sur de Rusia. Tras las excavaciones realizadas por el equipo de Tatiana Belanovskaya en 1983, se definió la cultura de Rakushechni Yar. Tiene el reconocimiento de yacimiento arqueológico de importancia federal.

## Historia
El yacimiento se halla en la isla Porechni del río Don junto a Razdorskaya. El yacimiento consiste en tres niveles culturales de los períodos neolítico y eneolítico de entre 7000 a. C. y 3000 a. C.. Los niveles culturales están separadas por capas de arenas y tienen un espesor de entre 5 y 10 cm. Parece un asentamiento temporal que se ocupaba periodicamente, probablemente en relación con las crecidas del Don.
La ocupación básica de los habitantes era la pesca y la recolección. Durante el periodo neolítico comenzaron a domesticar a los animales. Los niveles inferiores se remonta a mediados del VII milenio a. C.. A diferencia del yacimiento cercano Razdorskaya II aquí fue hallada cerámica ornamentada.
Los restos fueron descubiertos en 1956 por el dirigente del círculo arqueológico escolar, el etnógrafo territorial local Leonif Agarkov (1923-1992). En 1959 en este lugar se llevaron a cabo excavaciones por parte de la cátedra de arqueología de la Universidad Estatal de Leningrado, a cargo de la cual se realizarían otras excavaciones entre 1961 y 1979 bajo la dirección de Tatiana Belanovskaya.
Entre los artefactos hallados en el yacimiento hay cerámica representada por tazas y pucheros. El análisis del material mostró que contenía conchas trituradas. En el segundo y tercer nivel aparecen vasos ornamentados con líneas rectas y en ziz-zag, y óvalos. También se hallaron vasos sin ornamento. Se hallaron varios instrumentos, como rascadores, planchas, plomo, leznas y puntas fabricadas en huesos de animales, cuervos de ciervo, esquisto y cuarcita, etc. La colección se halla actualmente en el Museo del Hermitage de San Petersburgo. Parte de la colección se expone también en el museo zapovédnik etnográfico de Razdorskaya.